# Joseph Mills
Pour les articles homonymes, voir Mills.
Joseph Nathan Mills (né le 30 octobre 1989 à Swindon, en Angleterre) est un footballeur anglais. Il joue depuis 2011 au poste de défenseur latéral gauche ou d'ailier gauche pour le club de Northampton Town.
Il est le frère cadet de Matthew Mills.

## Biographie
Après avoir été formé, puis avoir signé un contrat professionnel à Southampton, Joseph Mills est prêté à Scunthorpe United le 23 février 2009 pour un mois, en même temps que Liam Trotter d'Ipswich. À l'occasion de ce prêt, l'entraîneur de Scunthorpe Nigel Adkins déclare que Mills « est un jeune joueur qui en veut ». Le prêt est finalement prolongé jusqu'à la fin de la saison et Mills participe à 14 rencontres durant les 3 mois de son séjour.
Lors de la saison suivante, alors que Southampton évolue en troisième division, le club des Doncaster Rovers (deuxième division) se manifeste pour recruter Mills au moyen d'un prêt qui se finalise le 22 octobre 2010. Le 26 novembre 2010, celui-ci est prolongé jusqu'au 19 janvier suivant puis jusqu'à la fin de la saison.
Durant l'été suivant, alors que Southampton retrouve la deuxième division, Mills est transféré à Reading, club de la même division.
Le 31 janvier 2014, il est prêté à Shrewsbury.
Le 4 juin 2014 il rejoint Oldham Athletic.
Le 8 juin 2018, il rejoint Forest Green Rovers.

## Palmarès
Southampton
- Football League Trophy
  - Vainqueur : 2011

Reading
- Championship (D2)
  - Champion : 2012

## Statistiques
| Saison      | Club              | Pays                | Championnat        | Coupes nationales |
| ----------- | ----------------- | ------------------- | ------------------ | ----------------- |
| 2008 - 2009 | Southampton       | Championship (D2)   | 8 matchs           | 2 matchs          |
| 2008 - 2009 | Scunthorpe United | League One (D3)     | 14 matchs          | -                 |
| 2009 - 2010 | Southampton       | League One (D3)     | 16 matchs          | 6 matchs          |
| 2010 - 2011 | Southampton       | League One (D3)     | 2 matchs           | 1 match           |
| 2010 - 2011 | Doncaster Rovers  | Championship (D2)   | 18 matchs / 2 buts | 1 match           |
| 2011 - 2012 | Reading           | Championship (D2)   | 15 matchs          | 1 match           |
| 2012 - 2013 | Reading           | Premier League (D1) | -                  | -                 |
| 2012 - 2013 | Burnley           | Championship (D2)   | 10 matchs          | 2 matchs          |
| 2013 - 2014 | Burnley           | Championship (D2)   | -                  | -                 |
| 2013 - 2014 | Oldham Athletic   | League One (D3)     | 11 matchs          | 3 matchs          |
| 2013 - 2014 | Shrewsbury        | League One (D3)     | 13 matchs          | -                 |

Dernière mise à jour : 26 mai 2014